# 塩田奥造
塩田 奥造（鹽田、しおだ おくぞう、1849年11月29日（嘉永2年10月15日） - 1927年（昭和2年）2月6日）は、明治から昭和初期の実業家、政治家。衆議院議員。

## 経歴
下野国都賀郡、のちの栃木県下都賀郡吹上村（現栃木市吹上町）で、郷士、大庄屋・塩田嘉門の長男として生まれる。吹上藩の明倫学校で学んだ。
1871年（明治4年）廃藩置県に際して事務取扱となる。以後、吹上外三十二カ村区長、下都賀郡学区取締などを務めた。1880年（明治13年）11月、横堀三子と共に芳賀郡外の総代として国会開設請願書を提出し、同年12月、栃木県会議員に選出され、1882年（明治15年）7月、常置委員に就任。1884年（明治17年）加波山事件では犯人逃亡幇助の罪で検挙され六箇月入獄した。1886年（明治19年）県会議員に再選され常置委員に就任。その後、同副議長を務めた。
1890年（明治23年）7月、第1回衆議院議員総選挙（栃木県第4区、自由倶楽部）で当選し、以後、第3回総選挙まで再選され、衆議院議員に連続3期在任した。
1894年（明治27年）9月の第4回総選挙で落選し、その後は実業界に転じた。東京火災保険取締役、東京米穀取引所理事、京浜銀行支店長を務めた。1900年（明治33年）ハワイに渡り塩田バンクを設立し、同地にハワイ日本人会を設立して会長に就任した。バンクを5年間経営したが他者に委託して帰国。1906年（明治39年）東洋製糖 (株) を設立し、1908年（明治41年）玉川電気鉄道取締役に就任し、その他多くの企業の経営に参画した。

## 国政選挙歴
- 第1回衆議院議員総選挙（栃木県第4区、1890年7月、自由倶楽部）当選[7]
- 第2回衆議院議員総選挙（栃木県第4区、1892年2月、弥生倶楽部）当選[7]
- 第3回衆議院議員総選挙（栃木県第4区、1894年3月、自由党）当選[7]
- 第4回衆議院議員総選挙（栃木県第4区、1894年9月、自由党）次点落選[8]